# Brezje, Maribor
Brezje je mestni predel na jugovzhodnem obrobju Maribora. Nekoč samostojna vas je zdaj del mesta Maribor, skupaj z Dogošami in Zrkovci tvori mestno četrt Brezje-Dogoše-Zrkovci.